# Ludwig Römmich
Ludwig Römmich (* 8. September 1816 in Meisenheim; † 8. Dezember 1894 in Heidelberg) war ein pfälzischer Beamter und Politiker.

## Leben
Ludwig Römmich besuchte das Gymnasium in Zweibrücken und studierte Rechtswissenschaft in Erlangen, München und Heidelberg. Ab 1843 war er Landkommissariats-Aktuar in Neustadt an der Haardt sowie von 1850 bis 1865 Landkommissar und Bezirksamtmann in Frankenthal. Ab 1865 war er Bezirksamtmann und Regierungsrat in Speyer.
Von 1849 bis 1861 war Ludwig Römmich Mitglied der Bayerischen Kammer der Abgeordneten. Von 1868 bis 1870 gehörte er außerdem als Abgeordneter des Wahlkreises Pfalz 1 (Speyer, Ludwigshafen, Frankenthal) dem Zollparlament an.